# Ебавый, Иржи
Иржи Ебавый (чеш. Jiří Jebavý; 17 марта 1989, Врхлаби) — чешский хоккеист, защитник.

## Биография
Воспитанник хоккейного клуба «Славия» (Прага), за детские и юношеские команды клуба выступал с 2001 года. В сезоне 2006/07 дебютировал во взрослой команде «Славии». Твёрдым игроком основы стать так и не сумел, сыграв за пять сезонов 37 матчей в высшем дивизионе Чехии, в которых набрал одно очко (1+0). Чемпион Чехии сезона 2007/08. Также в этот период играл за фарм-клуб «Славии» — «Ребел» (Гавличкув Брод).
С сезона 2010/11 играет за клубы второго и третьего дивизиона Чехии — «Бероуншти Медведи», «Стадион» (Врхлаби), «Стадион» (Литомержице).
Выступал за юношеские и молодёжные сборные Чехии с 16 до 20 лет, всего сыграл 58 матчей и набрал 5 очков (0+5). Принимал участие в чемпионатах мира среди юношей (U18) в 2006 и 2007 годах.